# Lahar (India)
Lahar (en hindi: लहार ) es una localidad de la India en el distrito de Bhind, estado de Madhya Pradesh.

## Geografía
Se encuentra a una altitud de 267 m s. n. m. a 326 km de la capital estatal, Bhopal, en la zona horaria UTC +5:30.

## Demografía
Según estimación 2010 contaba con una población de 39 563 habitantes.